# سلمان الزبيل
سلمان الزبيل ممثل سعودي من المنطقة الشرقية وناشط في العمل الاجتماعي.

## المسلسلات
- عائلة أبو كلش (ممثل) عرض على التلفزيون السعودي في شهر رمضان المبارك عام 1408هـ وهو من إنتاج محطة تلفزيون الدمام.
- حامض حلو عرض على التلفزيون السعودي في شهر رمضان المبارك عام 1415 هـ وهو من إنتاج محطة تلفزيون الدمام وعرض مرتين المرة الأولى بغير مسماه الحقيقي لمدة 10 دقائق دون ظهور العنصر النسائي، والمرة الثانية بنفس مسماه الأصلي لمدة 35 إلى 40 دقيقة.
- مناقيش عرض على التلفزيون السعودي عام 1417هـ وهو من إنتاج محطة تلفزيون الدمام.
- الدنيا بخير عرض على التلفزيون السعودي عام 1424هـ وهو من إنتاج محطة تلفزيون الدمام.
- طاش 12 في حلقة (أحسن الله عزاكم) من إنتاج عام 1425هـ وهو من إنتاج التلفزيون السعودي ولم تعرض على التلفزيون السعودي.
- مسلسل فواصل من إنتاج التلفزيون السعودي عام 1426 هـ.[1]